# 佐々木たづ
佐々木 たづ（ささき たず、1932年〈昭和7年〉6月28日 - 1998年〈平成10年〉4月3日）は、日本の児童文学作家。
童話集『白い帽子の丘』で厚生大臣児童福祉文化賞、『ロバータ さあ歩きましょう』で日本エッセイスト・クラブ賞、『わたし日記を書いたの』で野間児童文芸賞推奨作品賞を受賞している。

## 経歴・人物
東京都出身。本名は佐々木多津。
1950年（昭和25年）、東京都立駒場高等学校在学中の18歳のときに突然片目を失明する。手術をするも回復せず、やむなく高校を中退する。その後緑内障と診断され、手術によって眼圧は抑えられたものの、1953年（昭和28年）には両目の視力を完全に失う。失明後は英語と点字とタイプライターを学習し、横浜竹の丸の訓盲院という眼の不自由な子供のための施設で1年間過ごす。
1956年（昭和31年）、童話作家を志し、伯母の知り合いであった野村胡堂の指導を受ける。翌年の10月末、野村より童話集の出版を薦められ、1958年（昭和33年）6月末に初めての童話集『白い帽子の丘』が自費出版される。童話集は三十書房より非売品として200部出版され、序文を武者小路実篤と坪田譲治が書き、挿絵を鈴木悦郎が描いた。そのうち100部を各方面に贈呈したところ、新聞、雑誌、ラジオなどで取り上げられ話題となり、また西荻窪の書店主からは自分で訓練した盲導犬提供の申し出があったが、このときは犬を預かることの責任が持てないことから辞退した。1959年（昭和34年）、『白い帽子の丘』は第1回厚生大臣児童福祉文化賞を受賞した。
1960年（昭和35年）には第二童話集『もえる島』を出版、12月には家族で成城に転居する。新しい住居で暮らすうちに自分一人で歩くことを願うようになり、以前盲導犬提供の申し出をした書店主に薦められた『この犬が光を与えた』という翻訳書を母親の助けを借りて熱心に読む。たづの両親は娘が外国にいって盲導犬の訓練を受けてくることが将来に役立つことであると理解し、父親は退職金の前借りをして資金を作ることを検討し、また周囲の人からはそのような計画なら英国の盲導犬協会が良いと勧められる。
1961年]昭和36年）5月に英国盲導犬協会に送った手紙の返事が翌月届くと申請の手続きを進め、10月には正式に受理されたとの手紙が届く。渡英までの期間、英会話のレッスンなど準備をし、父親は転職し退職金を得ることでたづの渡航費用などを捻出した。翌年の6月に英国から届いた8月からの訓練参加の問い合わせに応じ、1962年（昭和37年）7月28日にロンドン行きの飛行機に搭乗する。
英国では父親の知り合いのケントに住むオーガン夫妻の元に身を寄せ、8月3日からはワーリックシャーにあるリーミングトン訓練所に入る。たづに用意された犬はイェロー・ラボラドア種の生後20か月のメスで、名前はロバータといった。5人の訓練生と共に5週間の訓練を終えると、たづはロバータを連れて9月12日に日本に帰国する。
1964年（昭和39年）、自身の失明とロバータとの出会いを書いたエッセイ『ロバータ さあ歩きましょう』を刊行し、翌年日本エッセイスト・クラブ賞を受賞する。1966年（昭和41年）9月からロバータと共にアメリカのパーキンス盲学校に10か月間留学、その時の体験をロバータが書いた日記という形で1969年（昭和44年）に『わたし日記を書いたの』として刊行し、その年の野間児童文芸賞推奨作品賞（後の野間児童文芸新人賞）を受賞する。
1977年（昭和52年）12月10日、ロバータが死去、満17年と半月であった。
1979年（昭和54年）12月、『ロバータ さあ歩きましょう』が国際児童年のためのアンデルセン賞特別優良作品賞を受賞する。たづは1998年（平成10年）4月3日に死去、65歳没。

## 家族
父親は土木技師で大成建設の社員を長年勤めていた。母の祖父は漢学者の依田学海。

## 著書
- 『白い帽子の丘』鈴木悦郎絵、三十書房、1958年6月[注釈 1]
  - 『白いぼうしのおか』鈴木義治絵、実業之日本社、1965年
  - 『白いぼうしの丘』鈴木悦郎絵、偕成社文庫、1976年
- 『もえる島』富永秀夫絵、三十書房、1960年[注釈 2]
- 『少年と子だぬき』遠藤てるよ絵、童心社〈美しい心シリーズ〉、1960年9月
  - 『少年と子だぬき』鈴木義治絵、実業之日本社〈創作幼年童話〉、1970年、全国書誌番号:45002515
  - 『少年と子だぬき』杉浦範茂絵、ポプラ社〈おはなし名作絵本〉、1977年、ISBN 4591005577
- 『ロバータ さあ歩きましょう』朝日新聞社、1964年
  - 『ロバータ さあ歩きましょう』講談社、1969年
  - 『ロバータ さあ歩きましょう』偕成社文庫、1977年
  - 『ロバータ さあ歩きましょう』旺文社文庫、1980年
  - 『ロバータ さあ歩きましょう』旺文社文庫〈必読名作シリーズ〉、1990年、ISBN 4-01-066036-8
  - 『ロバータ さあ歩きましょう』大空社〈盲人たちの自叙伝〉、1998年
- 『The golden thread Japanese stories for children』Translated by Fanny Hagin Mayer Charles E. Tuttle 1968. 全国書誌番号:76002130
- 『らいねんはよい年』鈴木悦郎絵、ポプラ社〈ポプラ社の創作童話〉、1969年
- 『わたし日記を書いたの』長尾みのる絵、講談社、1969年
- 『もちやくけむりとおじぞうさま』鈴木悦郎絵、実業之日本社〈創作幼年絵童話〉、1969年
- 『子うさぎましろのお話』三好碩也絵、ポプラ社〈おはなし名作絵本〉、1970年、ISBN 4591005305
- 『こわっぱのかみさま』岡田周子絵、講談社〈講談社の創作童話〉、1972年、全国書誌番号:45002311
  - 『こわっぱのかみさま』伊勢英子絵、講談社〈講談社の創作童話〉、1981年、全国書誌番号:82004553
- 『よいみみのこうま』なかむらゆき絵、女子パウロ会、1978年5月、ISBN 4789600025
- 『きんのいととにじ』駒宮録郎絵、フレーベル館〈キンダーおはなしえほん傑作選〉、1979年1月
- 『子どもくらしうた』田代三善絵、講談社〈児童文学創作シリーズ〉、1979年12月、全国書誌番号:80010852
- 『キヨちゃんのまほう』夏目尚吾絵、国土社〈国土社の童話文庫〉、1981年9月、ISBN 4-337-05501-0
- 『はるのおつかい 第2版』平山英三絵、チャイルド本社〈おはなしチャイルドリクエストシリーズ〉、2009年3月、ISBN 978-4-8054-3063-7